# Jules Bois
Pour les articles homonymes, voir Bois (patronyme).
Jules Antoine Henri Bois, né à Marseille le 28 septembre 1868 et mort à New York le 2 juillet 1943, est un poète, romancier, dramaturge, essayiste et journaliste français, critique d'art, auteur d'ouvrages sur l'ésotérisme et théoricien d'un certain féminisme, très différent du féminisme au sens actuel.

## Biographie
Jules Bois est le fils de Jacques Antoine Michel Bois, négociant, et Henriette Emmanuelle Françoise Espina.
Il fréquentera le milieu culturel marseillais mais il préfèrera Paris en devenant le secrétaire de Catulle Mendès à 20 ans.
Il eut des amis comme Georges Rodenbach,. Mais l'ami le plus important fut J.-K. Huysmans avec qui il restera attaché jusqu'à sa mort. Quand Huysmans devient oblat, il ne recevait plus que deux amis parisiens, en dehors des quelques personnes qu'il fréquente localement : Jules Bois et Lucien Descaves. il participe aussi avec Huysmans à l'affaire Boullan, ce qui lui valut deux duels avec les occultistes Papus et Stanislas de Guaita. Certaines anecdotes entourant ces duels soulèvent de nombreux débats au sein de la presse occultiste de l'époque, comme le fait que le cheval de sa voiture s'arrête net, refuse d'avancer et tremble, entraînant un retard à un duel, ou celui que la balle reste coincée dans le pistolet de son adversaire.
En avril 1893, il lance avec Maurice Boukay et l'aide financière d'Antoine de La Rochefoucauld, la revue mensuelle illustrée Le Cœur (ésotérisme, littérature, science, arts) qui compte dix numéros jusqu'en juin 1895,.
Il fréquente alors beaucoup de personnes différentes : occultistes, des nouveaux mouvements religieux (spiritisme, théosophie, rose-croix, aube dorée....), des personnalités du symbolisme, des féministes.
Il s'intéresse a l'hindouisme, rencontre Vivekananda à Paris et en Inde et réalisera un voyage avec un ami d'où il tirera un livre, Visions de l'Inde. Il écrira aussi un livre sur les différents milieux religieux qu'il a fréquentées et dressera un retour critique. C'est dans ces années-là qu'il se convertira plus tard au catholicisme.
Familier de la maison Besnard, il avait de longues discussions avec cette famille et appréciait tout particulièrement les décors berckois du peintre. Ce dernier l'a représenté sur deux eaux-fortes.
Il préside la Société des félibres de Paris jusqu'en 1914.
À partir de 1915 il devient diplomate. D'abord en Espagne puis aux États-Unis où il restera jusqu'à sa mort.

## Vie privée
Il vit une longue liaison tumultueuse avec la célèbre cantatrice Emma Calvé (1858-1942). Aussi, peu de temps avant sa mort, il avoue avoir été l'amant de Florence Cook qui lui avait avoué être un faux médium et avoir eu une liaison avec William Crookes. Cependant ce témoignage reste sujet à caution.

## Œuvres
- Il ne faut pas mourir, dialogue (1891)
- Les Petites Religions de Paris (1894)[16]
- L'Éternelle Poupée (1894) ; réédition Séguier, « Bibliothèque Décadente », 1995  (ISBN 2-84049-059-5), présentation de Jean de Palacio
- Le Satanisme et la magie, avec une étude de J.-K. Huysmans (1895)[17]
- Prière, poème (1885-1893) (1895)[18]
- La Douleur d'aimer (1896)
- L'Ève nouvelle (1896)
- La Femme inquiète (1897)
- Dans le monde des esprits (1897)
- Une nouvelle douleur, roman contemporain (1900)
- Le Mystère et la volupté (1901)
- L'Au-delà et les forces inconnues : opinion de l'élite sur le mystère (1902)[19]
- Le Monde invisible. Lettre de M. Sully Prudhomme. Les occultistes, les théosophes, le luciférisme, le satanisme, les deux envoûtements, les marchands d'espoir, l'église spirite, les recherches psychiques, conclusions (1902)
- Visions de l'Inde (1903)[9]
- Le Miracle moderne. La Métapsychique : la surâme et le surhomme, la télépathie et les fantômes des vivants, rayons humains, maisons hantées, aventures d'un revenant, un chapelet de voyantes, le mystère des tables tournantes éclairci, le mécanisme du miracle de Lourdes, les professeurs de volonté, le miracle est en nous, création d'une humanité supérieure (1907)
- Le Nouveau Faublas (1908)
- Le Vaisseau des caresses, roman contemporain (1908)
- L'Humanité divine, poèmes (1910)
- Le Couple futur (1912)
- L'Amour doux et cruel. À propos de l'homme qui a volé la Joconde. L'Auto rouge (1913)
- L'Éternel Retour, roman contemporain (1914)

Théâtre
- Les Noces de Sathan, drame ésotérique, Paris, Théâtre d'Application, mise-en-scène du Théâtre d'Art (1892)
- La Porte héroïque du ciel (1894)
- Hippolyte couronné drame antique en quatre actes en vers, Orange, Théâtre Romain, 30 juillet 1904
- La Furie, drame en 5 actes, Paris, Comédie-Française, 17 février 1909
- Les Deux Hélène, poème dramatique en un acte en vers, Orange, Théâtre Antique, 7 août 1911
- Naïl, poème dramatique en 3 actes, musique de Isidore de Lara (1912)

Préface
- Noël Vesper, Anticipations à une morale du risque / Essai sur la malléabilité du monde, avec une étude de Jules Bois, Paris, Librairie Académique Perrin et Cie, (1914)

## Prix et distinctions
Officier de la Légion d'honneur (1929).

## Pour approfondir